# سن-برنار، ان
سن-برنار، ان (به فرانسوی: Saint-Bernard) یک کمون در فرانسه است که در canton of Trévoux واقع شده‌است.

## خصوصیات
سن-برنار ۳٫۱۵ کیلومترمربع مساحت و ۱٬۳۸۰ نفر جمعیت دارد.